# Hinterer Wartbergturm
Der Hintere Wartbergturm ist ein Aussichtsturm in der Gemeinde Muttenz im Kanton Basel-Landschaft.
Er ist Teil der hinteren Burg Wartberg.

## Situation
Der im Jahre 1901 restaurierte Turm weist eine Höhe von 9 Meter auf. Über 47 Stufen erreicht man die Aussichtsplattform.
In ca. 30 Minuten führen diverse Wanderwege von Muttenz zum Aussichtsturm.

## Galerie

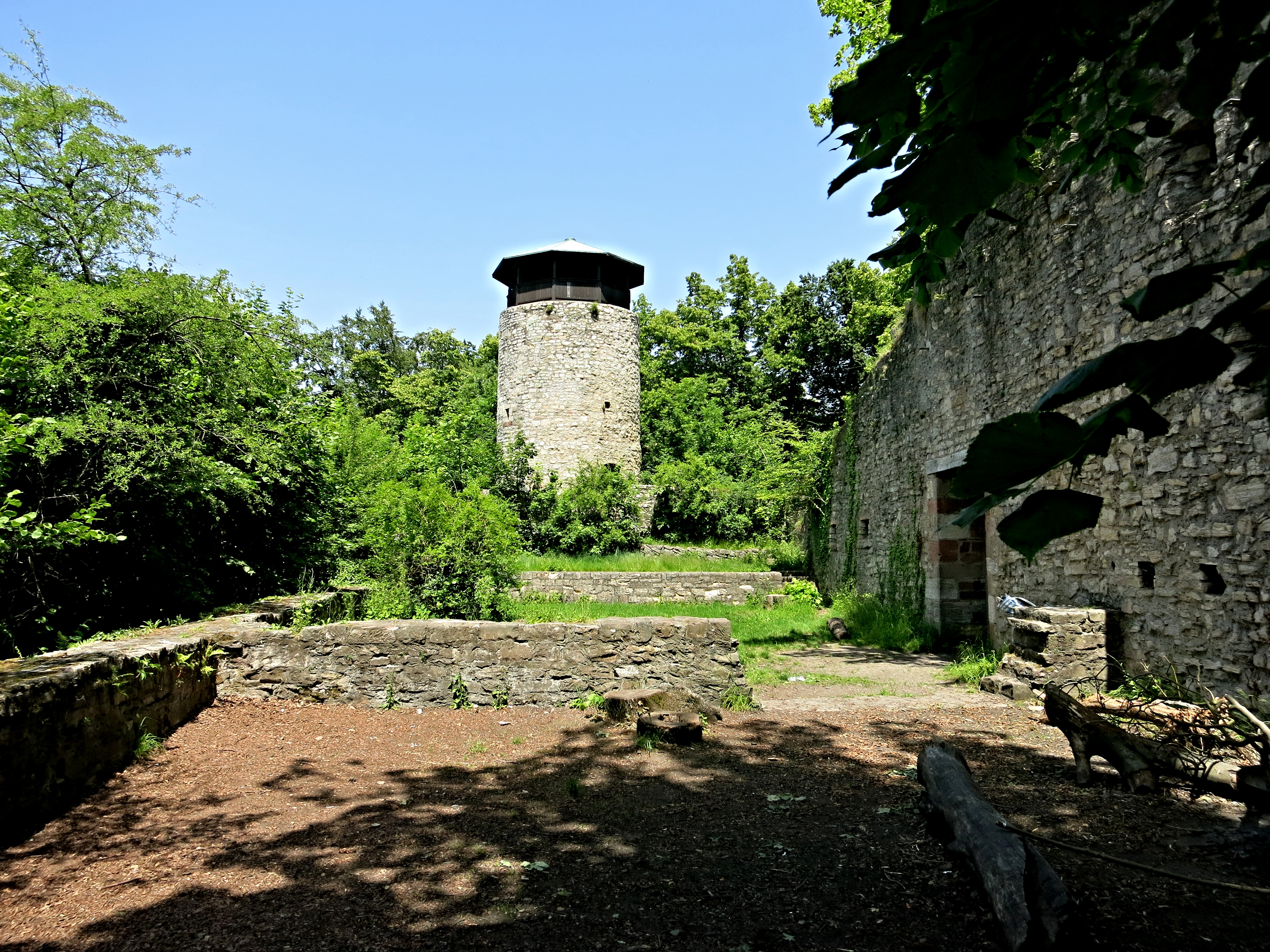
Anlage
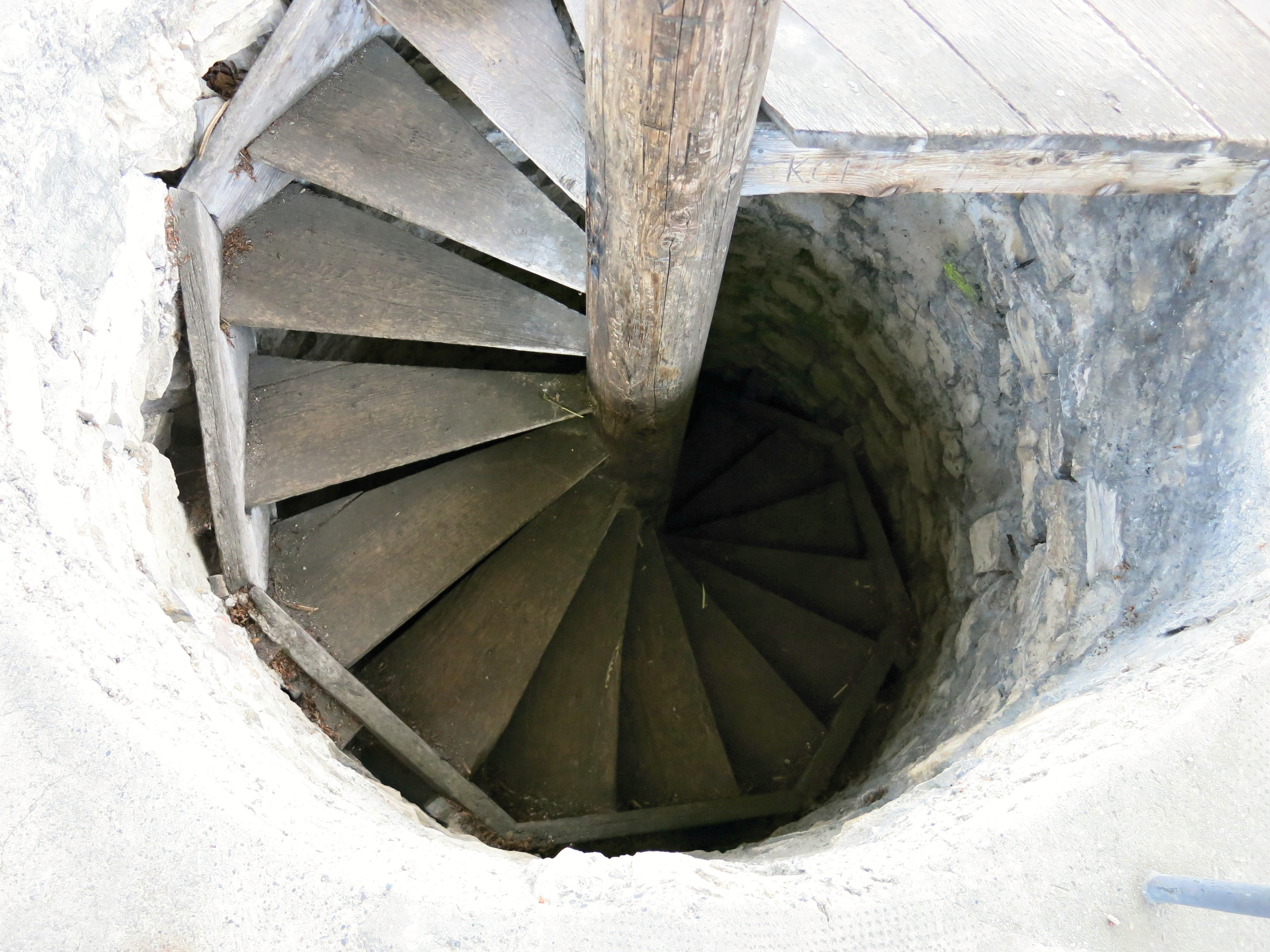
Treppen
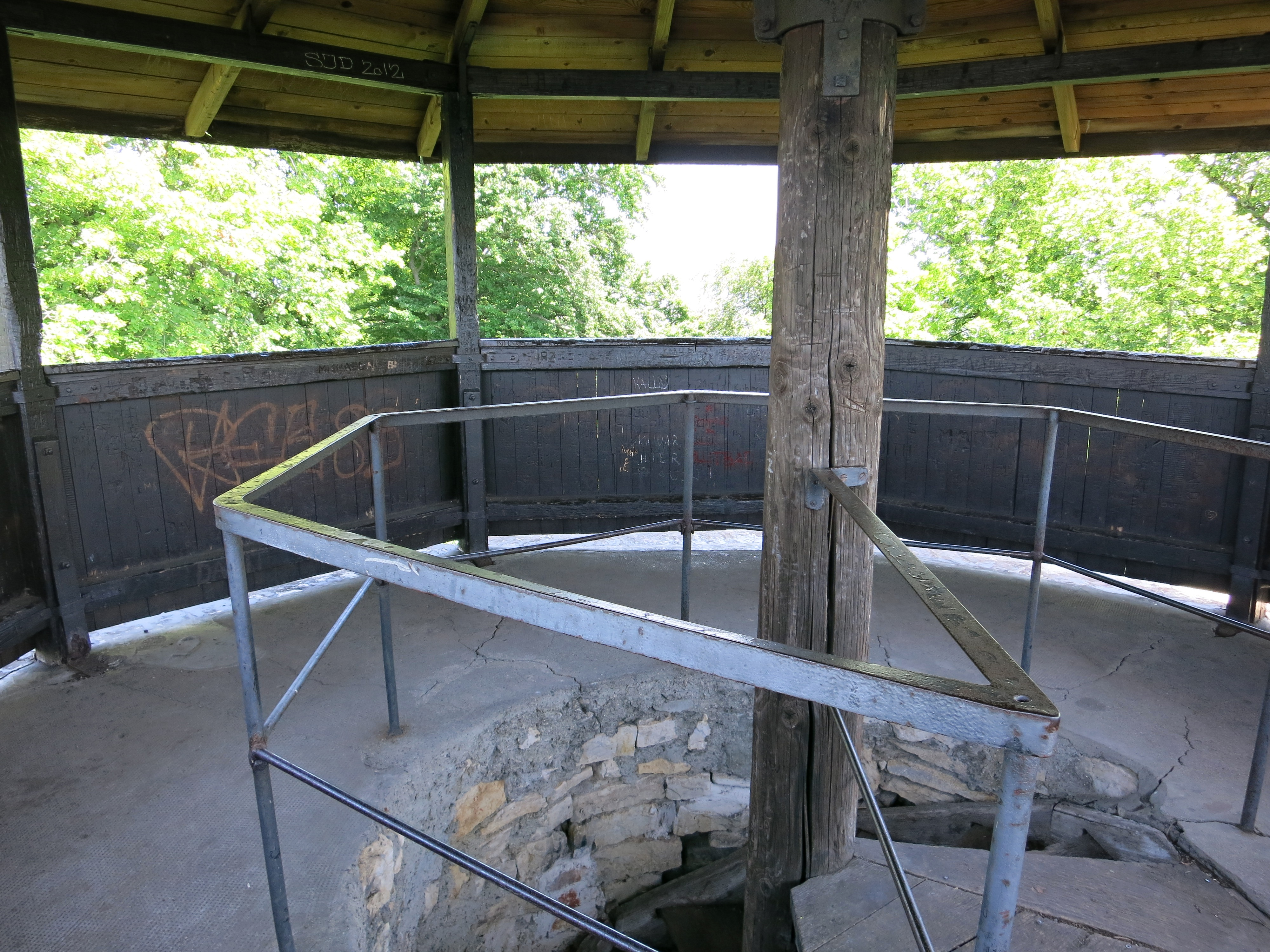
Plattform
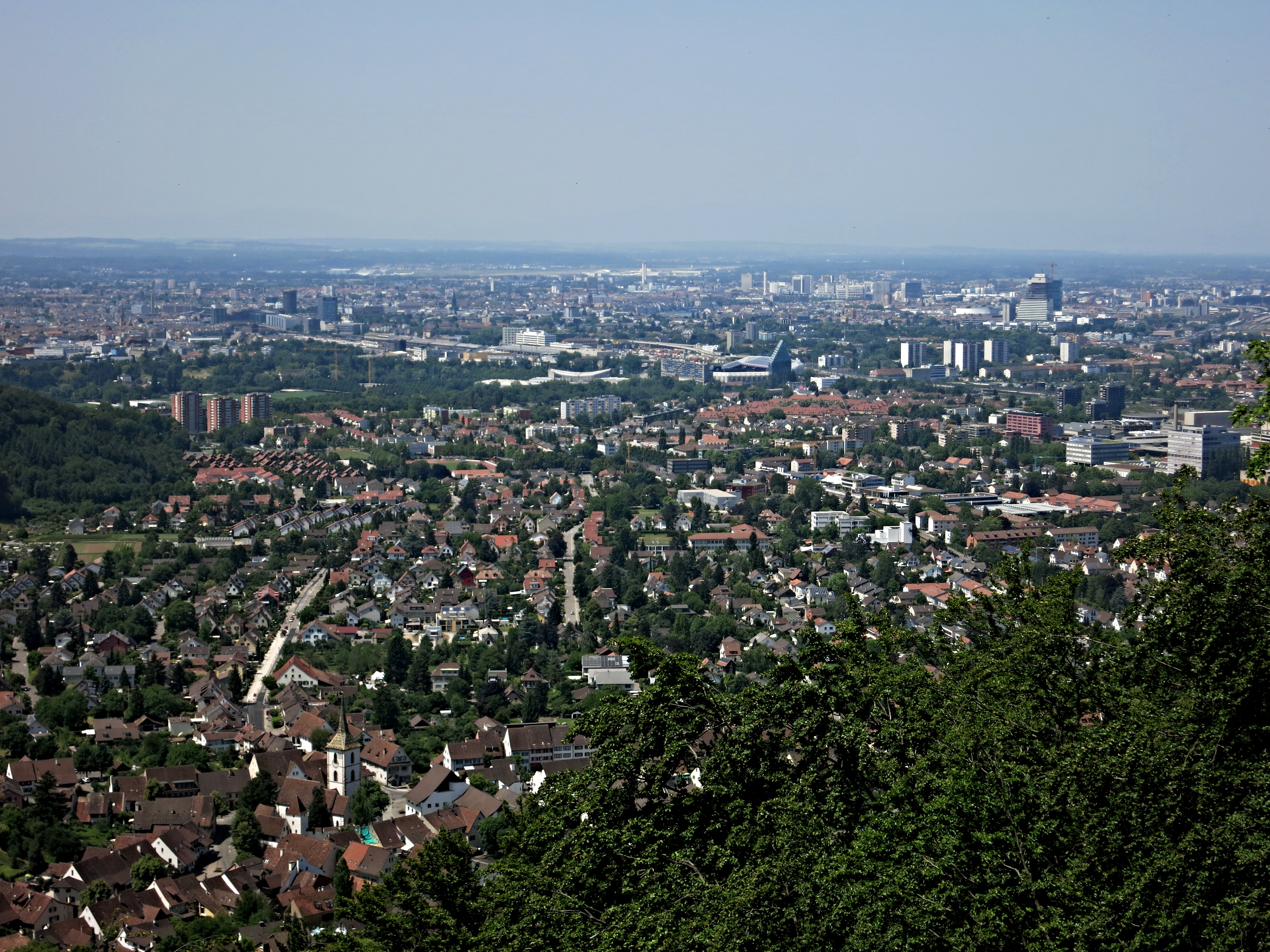
Aussicht auf Muttenz